# Andrijiwka (rejon kamieniecki)
Andrijiwka (ukr. Андріївка) – wieś na Ukrainie, w obwodzie chmielnickim, w rejonie kamienieckim, w hromadzie Czemerowce. W 2001 liczyła 726 mieszkańców, spośród których 723 wskazało jako ojczysty język ukraiński, a 3 rosyjski.

## Urodzeni
- Anton Brinski